# Друга угорська республіка
Дру́га уго́рська респу́бліка, офіційно Угорська Республіка (угор. Magyar Köztársaság) — парламентська республіка, створена після скасування Угорського королівства в 1946 році.

## Історія
Радянська Червона армія зайняла Угорщину в період з вересня 1944 по квітень 1945 року. Будапештська операція тривала майже два місяці, і все місто було майже повністю зруйновано.
Підписавши мирний Паризький договір, Угорщина знову втратила всі території, які вона отримала в період між 1938 і 1941 рр. Ні західні союзники, ні Радянський Союз не підтримували будь-які зміни кордонів Угорщини за 1938 р.
Радянський Союз відкраяв собі Закарпаття, що було частиною Чехословаччини до 1938 року, яке тепер є частиною України.
Мирний договір з Угорщиною підписаний 10 лютого 1947 проголошував, що «рішення Віденського арбітражу від 2 листопада 1938 були оголошені недійсними» й угорський кордон було встановлено вздовж колишнього кордону на 1 січня 1938 за винятком деяких змін на Чехословацькому кордоні. Половина німецької етнічної меншини (240 000 осіб) було депортовано до Німеччини у 1946-48, відбувся примусовий «обмін населенням» між Угорщиною і Чехословаччиною.
Радянський Союз створив альтернативний уряд в Дебрецені 21 грудня 1944, але зайняв Будапешт лише 18 січня 1945 року. Незабаром після цього, Золтан Тілді став прем'єр-міністром.
У виборах, що відбулися в листопаді 1945 року, Незалежна партія дрібних селян набрала 57 % голосів. Угорська комуністична партія, очолювана Матяш Ракоші і Ерне Гере, отримала підтримку лише 17 % населення. Командуючий радянськими військами в Угорщині, маршал Климент Ворошилов, відмовив Незалежній партії дрібних селян формувати уряд. Замість цього Ворошилов створив коаліційний уряд з комуністами на деяких ключових посадах. Відповідно голосів у парламенті, лідер дрібних селян, Золтан Тільда, був призначений президентом і Ференц Надь прем'єр-міністром у лютому 1946 року. Матяш Ракоші став заступником прем'єр-міністра.
Ласло Райк став міністром внутрішніх справ й управління державної безпеки. У лютому 1947 року поліція заарештовувала лідерів Партії дрібних селян та Національної селянської партії. Декілька провідних діячів обох партій втекли за кордон.
Угорська партія трудящих (Magyar Dolgozók Pártja) (утворена в результаті злиття комуністичної партії і Соціал-демократичної партії) стала найбільшою партією на виборах в 1947 році і створила коаліційний уряд Незалежного Народного фронту. Поступово комуністи отримали контроль над урядом і до 1948 соціал-демократична партія припинила своє існування як незалежна організація. Її лідера, Белу Ковача було заарештовано і заслано до Сибіру. Інші лідери опозиції такі, як Анна Кетлі, Ференц Надь та Іштван Сабо були кинуті у в'язниці або відправлені у вигнання.
18 серпня 1949 парламент прийняв нову конституцію Угорщини (1949/XX.) Зразка Конституції Радянського Союзу 1936. Назва країни стала Угорська Народна Республіка, «країна робітників і селян», де «кожен орган, підконтрольний робочому народу». Соціалізм був оголошений основною метою нації. Було прийнято новий герб з комуністичними символами, такими, як червона зірка, молот, і колосся пшениці.